# زدرافكو ماميتش
زدرافكو ماميتش (من مواليد 16 يوليو 1959) هو مدير كرة قدم كرواتي بوسني سابق ووكيل رياضي من 2003 إلى 2016 حيث كان يشغل منصب المدير التنفيذي لنادي كرة القدم الكرواتي دينامو زغرب.
عمل ماميتش أيضًا كمستشار في نادي لوكوموتيفا اليوغوسلافي، وبين عامي 2016 و 2021 في دينامو زغرب. في عام 2018، أدين بتهمة الاحتيال الضريبي في كرواتيا، وعند هذه النقطة من أجل تجنب الذهاب إلى السجن هرب إلى البوسنة والهرسك المجاورة حيث يعيش هاربًا من العدالة منذ ذلك الحين.